# Gyrinus substriatus
Il girino (Gyrinus substriatus Stephens, 1829) è un piccolo coleottero acquatico ampiamente diffuso in Europa. Da non confondersi con le larve degli anfibi che vengono comunemente chiamate con lo stesso nome.

## Descrizione
Lungo 5-7 mm, frequenta le rive dei fiumi e trascorre la maggior parte del suo tempo in superficie, con il dorso lucente fuori dall'acqua ma parzialmente immerso, come una piccola barca.
Pur essendo in grado di volare e tuffarsi, predilige nuotare sfruttando le sue zampe medie e posteriori che sono appiattite come remi e gli permettono un veloce movimento sull'acqua.
Si nutre di piccoli animali vivi o morti.
Le femmine depongono gruppi di uova che incolla alle rocce o alle piante acquatiche. Da queste uova si sviluppano delle larve allungate, anch'esse carnivore, provviste di zampe e lunghe appendici addominali.